# Pinnotheridae
Famille
Les Pinnotheridae sont une famille de crabes. Elle comprend 294 espèces actuelles et 13 fossiles et 52 genres dont un fossile. Cette famille constitue un groupe polyphylétique nécessitant une révision importante.
Cette famille présente une distribution mondiale et se retrouve dans les océans Atlantique, Pacifique et Indien. Néanmoins aucune espèce n'a été enregistrée dans les régions polaires du globe.

## Biologie générale
La très grande majorité des espèces de Pinnotheridae est symbiotique d'invertébrés marins.
Les hôtes sont variés :
- Annélides
- Echiuriens
- Siponculiens
- Arthropodes (crevettes fouisseuses)
- Mollusques (Bivalves, Gastéropodes, Polyplacophores)
- Échinodermes (Astéries, Holothuries, Echinides)
- Urochordés (Ascidies)

Leurs symbioses sont obligatoires ou facultatives et à degrés de spécificité plus ou moins élevés. Enfin, sur leur hôte, les crabes sont soit solitaires soit à plusieurs. Les tendances évolutives au sein de cette famille sont :
1. le passage d'une forme de vie libre vers une forme de vie symbiotique et obligatoire,
2. une diversification des espèces hôtes utilisées.

Les membres de cette famille sont toujours petits par rapport aux autres brachyoures avec une largeur du céphalothorax ne dépassant pas, en moyenne, 1 cm. Le nom vernaculaire anglais de ces crustacés est « pea crab » (crabe « petit pois ») en rapport avec leur petite taille et avec la forme arrondie du corps, bien illustrée par le cas de Pinnotheres pisum qui se retrouve dans les moules (Mytilus edulis).
Selon les espèces, l’abdomen des mâles comprend, en arrière du telson, soit les 6 segments classiques soit un nombre plus réduit dû à la fusion de certains segments. L’abdomen des femelles est fort développé par rapport à celui des mâles avec un dépassement important sur les côtés et en arrière du céphalothorax ; il est donc bien visible en vue dorsale. Cet élargissement de l’abdomen augmente la capacité de la cavité incubatrice. Les femelles sont généralement, mais pas systématiquement, plus grandes que les mâles.

## Comportement alimentaire
En général, ces crabes sont microphages et se nourrissent du mucus produit par l’hôte ; ils peuvent aussi utiliser les courants respiratoires entretenus par leurs hôtes et récupérer des particules alimentaires et des microorganismes. Cependant, des espèces du genre Dissodactylus qui parasitent des oursins se nourrissent en partie des piquants de leurs hôtes. Ils sectionnent les piquants à l’aide de leurs pinces et provoquent des lésions à la surface de l’échinide. Le comportement alimentaire des Dissodactylus est encore méconnu.

## Reproduction et cycle vital
De par la distribution mondiale des genres, il est difficile de généraliser les périodes de pontes et de reproduction des membres de cette famille. Dans les régions tropicales et subtropicales, les espèces de Pinnotheridae présentent une reproduction continue avec néanmoins des augmentations de la production de larves à certaines périodes de l’année.
Le nombre d’œufs produits par couvée est extrêmement réduit par rapport aux autres membres des Brachyoures. Cette différence s’explique, en partie, par la taille des crabes qui appartiennent aux plus petites espèces de Brachyoures et par l’espace limité de la chambre incubatrice chez les femelles.
Il y a de 3 à 5 stades zoés et la durée moyenne du développement larvaire est de 40 ± 6 jours en incluant le stade mégalope, valeur très voisine de ce qui est observé chez les autres brachyoures. Certaines espèces de Pinnotheridae font exception à la règle, par exemple Tunicotheres moseri.

## Classification
Pinnothereliinae Alcock, 1900
- Alarconia Glassell, 1938
- Austinixa Heard & Manning, 1997
- Glassellia Campos & Wicksten, 1997
- Indopinnixa Manning & Morton, 1987
- Pinnixa White, 1846 synonymes Tubicola Lockington, 1876 et Palaeopinnixa Via Boada, 1966
- Pinnotherelia Milne Edwards & Lucas 1843
- Pseudopinnixa Ortmann, 1894
- Tetrias Rathbun 1898

Pinnotherinae De Haan, 1833
- Abyssotheres Manning & Galil, 2000
- Afropinnotheres Manning, 1993
- Alain Manning, 1998
- Alainotheres Manning, 1993
- Arcotheres Manning, 1993
- Austinotheres Campos, 2002
- Bonita Campos, 2009
- Buergeres Ng & Manning, 2003
- Calyptraeotheres Campos, 1990
- Clypeasterophilus Campos & Griffith, 1990
- Dissodactylus Smith, 1870 synonymes Echinophilus Rathbun, 1900 et Dissodactylozoea Aikawa, 1933
- Durckheimia De Haan, 1889 synonyme Pinnotheropsis Kubo, 1939
- Enigmatheres Campos, 2009
- Epulotheres Manning, 1993
- Ernestotheres Manning, 1993
- Fabia Dana, 1851 synonymes Cryptophrys Rathbun, 1897 et Raphonotus Rathbun, 1897
- Gemmotheres Campos, 1996
- Holotheres Ng & Manning, 2003
- Holothuriophilus Nauck, 1880
- Hospitotheres Manning, 1993
- Juxtafabia Campos, 1993
- Limotheres Holthuis, 1975
- Nannotheres Manning & Felder, 1996
- Nepinnotheres Manning, 1993
- Opisthopus Rathbun, 1894
- Orthotheres Sakai, 1969
- Ostracotheres Milne Edwards, 1853
- Parapinnixa Holmes, 1895 nouveau nom de Pseudopinnixa Holmes, 1895 préoccupé par Ortmann, 1894
- Pinnaxodes Heller, 1865
- Pinnotheres Bosc, 1802 synonyme Pinnozoea Aikawa, 1933
- Raytheres Campos, 2004 nouveau nom de Raymondia Campos, 2002 préoccupé par Frauenfeld, 1855
- Sakaina Serène, 1964
- Scleroplax Rathbun 1894
- Serenotheres Ahyong & Ng, 2005
- Sindheres Kazmi & Manning, 2003
- Tricacnatheres Ahyong & Ng, 2005
- Tumidotheres Campos, 1989
- Tunicotheres Campos, 1996
- Viridotheres Manning, 1999
- Visayeres Ahyong & Ng, 2007
- Waldotheres Manning, 1993
- Xanthasia White, 1846
- Zaops Rathbun, 1900
- †Viapinnixa Schweitzer & Feldmann, 2001

## Référence
- De Haan, 1833 : Crustacea. Fauna Japonica sive Descriptio Animalium, Quae in Itinere per Japoniam, Jussu et Auspiciis Superiorum, qui Summum in India Batava Imperium Tenent, Suscepto, Annis 1823–1830 Collegit, Noitis, Observationibus et Adumbrationibus Illustravit. Leiden, Lugduni-Batavorum. p. 1–243.

## Source
- Ng, Guinot & Davie Systema Brachyurorum : Part I. An annotated checklist of extant Brachyuran crabs of the world Raffles Bulletin of Zoology, vol. 17, p. 1–286.